# عربی بحرانی
عربی بَحرانی یکی از گویش‌های عربی است که در سرزمین بحرین و عمان رواج دارد. در بحرین در درجه اول در میان روستانشینان شیعه (بیشتر در میان بحرانیان) و بخش‌هایی از منامه رواج دارد. گویش عربی بحرانی به طور قابل ملاحظه‌ای از زبان آرامی باستانی، سریانی و آکدی تأثیر پذیرفته‌است.
ویژگی زبانشناسی اجتماعی جالب توجه بحرین وجود سه گویش مجزای بحرانی، سنی و عربیِ عجمی در آن است. اهل سنت بحرین به گویشی صحبت می‌کنند که به گویش مورد استفاده در نقاط شهری قطر شبیه است و به عنوان موجه‌ترین گویش در بحرین شناخته می‌شود.
زبان فارسی در میان دیگر زبان‌ها بیشترین تأثیر را بر تمامی گویش‌های عربی بحرین دارد. حدس زده می‌شود که تفاوت میان بحرانی و دیگر گویش‌ها ریشه تاریخی داشته‌باشد. تفاوت اساسی میان گویش بحرانی و گویش‌های غیر بحرانی در ساختارهای دستوری و تلفظ خاص مشهود است. اما بیشتر واژگان میان گویش‌ها مشترک است یا به طور مجزی بحرانی است که از یک تاریخ نوین مشترک ناشی شده. همچنین بسیاری از واژگان بحرانی از انگلیسی و هندی به عاریه گرفته شده.

## کلمات بحرانی در مشترک با زبان‌هایسامیباستان
- أکار به معنی کشاورز از آکدی (اکارو ikaru)
- خن به معنی کشتی کابین از آکدی (خن)
- طاسة به معنی یکمی بیلی از آکدی (طاسو)
- گفّة به معنی سبد از آکدی (گفّو)
- بری به معنی برج از آکدی (بری)
- سلوم الشمس به معنی غروب خورشید از آکدی (شُلُم شَمشِ šulum šamši)
- اسلیمة به معنی فرشته مرگ از آکدی (اسلیمة)
- «النچاس» (النگاس) به معنی برش سنگ از آکدی (نَکسُ naksu)
- تمریخ به معنی ماساژ از آرامی (تمریخ)
- طم به معنی دفن از آرامی (طم)
- جت به معنی سه پره از آرامی (جت)
- کناره به معنی درخت میوه از آرامی (کناره)

## چند نمونه از واژگان دخیل
- bānka به معنی پنکه از فارسی
- sōmān به معنی تجهیزات از هندی
- lētar به معنی فندک از انگلیسی
- wīl به معنی چرخ از انگلیسی
- tēm به معنی زمان از انگلیسی
- dowshag به معنی تشک از فارسی
- نوخدة به معنی ناخدا از فارسی

## ویژگی‌ها
عربی بحرانی ویژگی‌های اصلی عربی خلیجی را به علاوه ویژگی‌های یکتای خود داراست. ویژگی‌های عمومی شامل تبدیل ق (q) در عربی استاندارد به گ (g) است (برای نمونه قمر به معنی ماه گمر تلفظ می‌شود). ک (k) در برخی موارد به چ (ch) تلفظ می‌شود (برای نمونه کلب به معنی سگ چلب تلفظ می‌شود). ج (j) در برخی روستاها بهٔ (y) تبدیل می‌شود (برای نمونه جیهه به معنای طالبی ییهه تلفظ می‌شود)، همچنین «ذ» به «د» تبدیل می‌شود، مثلا: «هذا» (این - برای نر) میشه «هٰدَه/هادَه» و «هٰذِهِ» (این - برای ماده) میشه «هادِی/هٰدِی».